# San Vicente de la Sonsierra
San Vicente de la Sonsierra é um município da Espanha 
na província e comunidade autónoma de La Rioja, de área 48,56 km² com população de 1146 habitantes (2007) e densidade populacional de 24,38 hab/km².

## Demografia
| Variação demográfica do município entre 1991 e 2004 | Variação demográfica do município entre 1991 e 2004 | Variação demográfica do município entre 1991 e 2004 | Variação demográfica do município entre 1991 e 2004 |
| --------------------------------------------------- | --------------------------------------------------- | --------------------------------------------------- | --------------------------------------------------- |
| 1991                                                | 1996                                                | 2001                                                | 2004                                                |
| 1151                                                | 1119                                                | 1139                                                | 1191                                                |